# Куракса, Василий Васильевич
Василий Васильевич Куракса (род. 9 июня 1981 года, Московская область, РСФСР, СССР) — российский художник, член-корреспондент РАХ (2019).

## Биография
Родился 9 июня 1981 года в Московской области, живёт и работает в городе Сергиев Посад.
В 2001 году — окончил факультет живописи Брянского художественного училища.
В 2007 году — окончил Российскую академию живописи, ваяния и зодчества имени Ильи Глазунова, руководитель творческой мастерской пейзажа А. П. Афонин, с 2008 по 2012 годы — стажировался в Творческой мастерской живописи Российской академии художеств под руководством А. П. Ткачева.
С 2009 года — член Союза художников России.
С 2012 года — член Союза русских художников «Новое Время», член Московского Союза художников, Товарищества живописцев.
В 2019 году — избран членом-корреспондентом Российской академии художеств от Отделения живописи, членом-корреспондентом Международной академии культуры и искусств.

### Семья
Жена — художница Наталья Александровна Антохина-Куракса (род. 1980).

## Творческая деятельность
Основные произведения. Серии картин: «Старые Русские города: Плес на Волге, Ростов Великий, Старый Суздаль, Лавра на рассвете, Погост»; «Железнодорожные вокзалы России: Казанский Вокзал, Белорусский вокзал, Киевский вокзал»; «Соловки», «Воронье», «На пастбище», «Суздаль. Лошадки».
Произведения находятся в коллекции Гусевского историко-краеведческого музея имени А. М. Иванова, Брянского областного художественного музейно-выставочного центра, Вятского художественного музея имени В. М. и А. М. Васнецовых (Киров), Государственного историко-художественного и природного музея-заповедника В. Д. Поленова (Тульская область), фондов Российской академии живописи, ваяния и зодчества имени И. С. Глазунова, а также в частных коллекциях России, Германии, США.
Участник выставок с 2005 года, в том числе в мастерской пейзажа в музее-усадьбе В. Д. Поленова (2005—2006), «Рождественской выставке» Московского Союза художников (Москва, 2011), «Творческие мастерские РАХ» в стенах Российской Академии художеств (Москва, 2016), в Государственном Кремлёвском Дворце, приуроченная к 25-м Рождественским образовательным чтениям (Москва, 2017); Выставка по итогам пленэра в Императорской Академии художеств (Санкт-Петербург, 2018), Выставка «Россия купеческая», Музей русского искусства (Москва, 2018), «Семья — душа России», музей-заповедник Царицыно (Москва, 2018), в Сбербанке России (Москва, 2019), в ВТБ (Москва, 2019) и другие. Совместные выставки с Наталией Кураксой: «К истокам» в музее «Благовещенская старина» (Череповец, 2020), «Против течения» в Орловском музее изобразительных искусств (2021), «Вдвоём» в арт-пространстве «Петров Ям» (Череповец, 2022), «Моя Россия» в Центральном доме Российской армии (Москва, 2022), и другие.

## Награды
- Бронзовая медаль Творческого союза художников России. Международная федерация художников (2008);
- Стипендиат Министерства культуры Российской Федерации (2008);
- Золотой нагрудный знак и почетный диплом Международного фонда «Культурное достояние» (2010);
- Золотая медаль на Международной выставке в г. Нанкин (Китай, 2012);
- 2 место Всероссийский конкурс произведений живописи и графики, посвященный 175-летию железных дорог России (2012)